# ニュー・メタル
ニュー・メタルは、ヘヴィメタルの中に含まれる音楽ジャンルの一つで、オルタナティヴ・メタルのサブジャンルである。1990年代中期に興った。グランジやオルタナティヴ・ロックの影響と1990年代初期のヒップホップや電子音楽、伝統的なヘヴィメタル（特にスラッシュメタル）の影響が融合している。
一般的に海外では「ニュー・メタル」と呼ばれるが、日本では、とりわけこのジャンルのことを「モダン・ヘヴィネス」や「ラウド・ロック」と呼称することで、旧来のヘヴィメタルとは違うことを強調したマーケティングが行われた。特にメタル嫌いで知られた「rockin'on」が、上記の呼称でニュー・メタルを取り上げたことは旧来のメタルファンから大きな反発を呼んだ。また、メタルフェスなどに出演するニューメタル・バンドが多く、ヘヴィメタルシーンに大きな貢献を果たしている。
2010年代以降はオブ・マイス・アンド・メンやエミュアなど、ニュー・メタル回帰的な音楽性を持つアーティストが続々と登場し、いわゆるニュー・メタル・リバイバルという流れが現在まで継続している。特にメタルコアにニュー・メタルのサウンドを取り入れたものはニュー・メタルコアと呼ばれている。
2020年初頭にいくつかのメディアがZ世代の間でニュー・メタルへの関心が高まり、2023年にはGoogle検索のトレンドに入りを果たし、2004年の検索数を超え、過去20年で最多検索数を記録。また、デフトーンズとスリップノットの楽曲が、TikTokで流行し、Z世代の間で注目された。

## 概要
1990年代後期のオルタナティヴ・ロックの全盛を受け発達。その後のヒップホップ全盛との狭間で世界的に広がったジャンルである。自己嫌悪や人生への葛藤、恋愛による苦しみ等を表現するアーティストもいる。ヒップホップの要素を取り入れたアーティストも多く、過去のヘヴィメタルに比べ、若いファンにとってなじみやすかった曲調の物も存在した。さらにヒップホップの要素だけではなく、ストリート系ファッションやBボーイ系ファッションにアディダスの靴等を服装に取り入れ、旧来のメタルの長髪にデニム・ジーンズなどといったファッションからは、かけはなれたファッションを取り入れているアーティストやファンも多い。
全盛期においてはコーン、リンプ・ビズキット、スリップノット、リンキン・パーク、パパ・ローチ、P.O.D.、インキュバス等の躍進もあり、盛り上がりを見せた。同時期に活躍したアーティストにはデフトーンズ、システム・オブ・ア・ダウン、ディスターブド、トラスト・カンパニー等が上げられる。またロバート・フリップとキング・クリムゾンやジョン・ゾーン、ルー・リードらもメタル・サウンドに挑戦した。

## 関連ジャンル
- オルタナティヴ・メタル
- ポスト・グランジ
- ミクスチャー・ロック
- モダン・ヘヴィネス
- ラウドロック
- ラップメタル
- メタルコア